# Jardín botánico Kitayama
El jardín botánico Kitayama en japonés: 北山緑化植物園 Kitayama Ryokka Shokubutsuen, es una rosaleda y jardín botánico, de 9 hectáreas de extensión, en Nishinomiya, en la prefectura de Hyogo, Japón. 

## Localización
El jardín botánico está al lado del Parque Forestal Kabutoyama en el Monte Kabuto-yama. 
Kitayama Ryokka Shokubutsuen  6-14-15 Nigawa-cho Nishinomiya-shi, Hyogo-ken 182-0017, Honshu-jima Japón.
Planos y vistas satelitales.34°45′53.1″N 135°19′1.6″E / 34.764750, 135.317111
El jardín es visitable por el público en general, de 9:00 a 16:30, se cierra los lunes, pagando una tarifa de entrada. 

## Historia
Fue inaugurado en 1982 con una superficie total de 9 hectáreas.
En el jardín botánico hay instrumentos para medir la cantidad de polen según los parámetros establecidos por el Ministerio de Medio Ambiente. Siendo punto de observación de los niveles de polen del área de Kansai.

## Colecciones
En el Jardín Botánico son de destacar:
- Colecciones de plantas onamentales de flor.
- Colección de cerezos de flor variedades japonesas.
- Rosaleda con variedades de rosas. En esta rosaleda se albergan unos 1,000 pies de rosas con representación de especies procedentes de todo el mundo, sobre todo de Rosa floribunda, y algunas especies de rosas silvestres.
- Invernaderos, con 1.500 ejemplares de 260 especies, y pabellón de las orquídeas.
- Jardín japonés "Kitayama Sanso",
- Villa de montaña construida en el estilo de una casa de ceremonia del té.
- Centro de orientación verde, donde se imparten conocimientos medioambientales.
- Centro de Investigación de Producción de Plantas.
- Reproducción de la ciudad hermanada china de Shaoxing.
- Diversas construcciones dispersas por el jardín botánico, "BokuHana-tei", "Shoran-tei" y "Kitayama BokuHana-tei".
- Piscina infantil de Shukugawa.

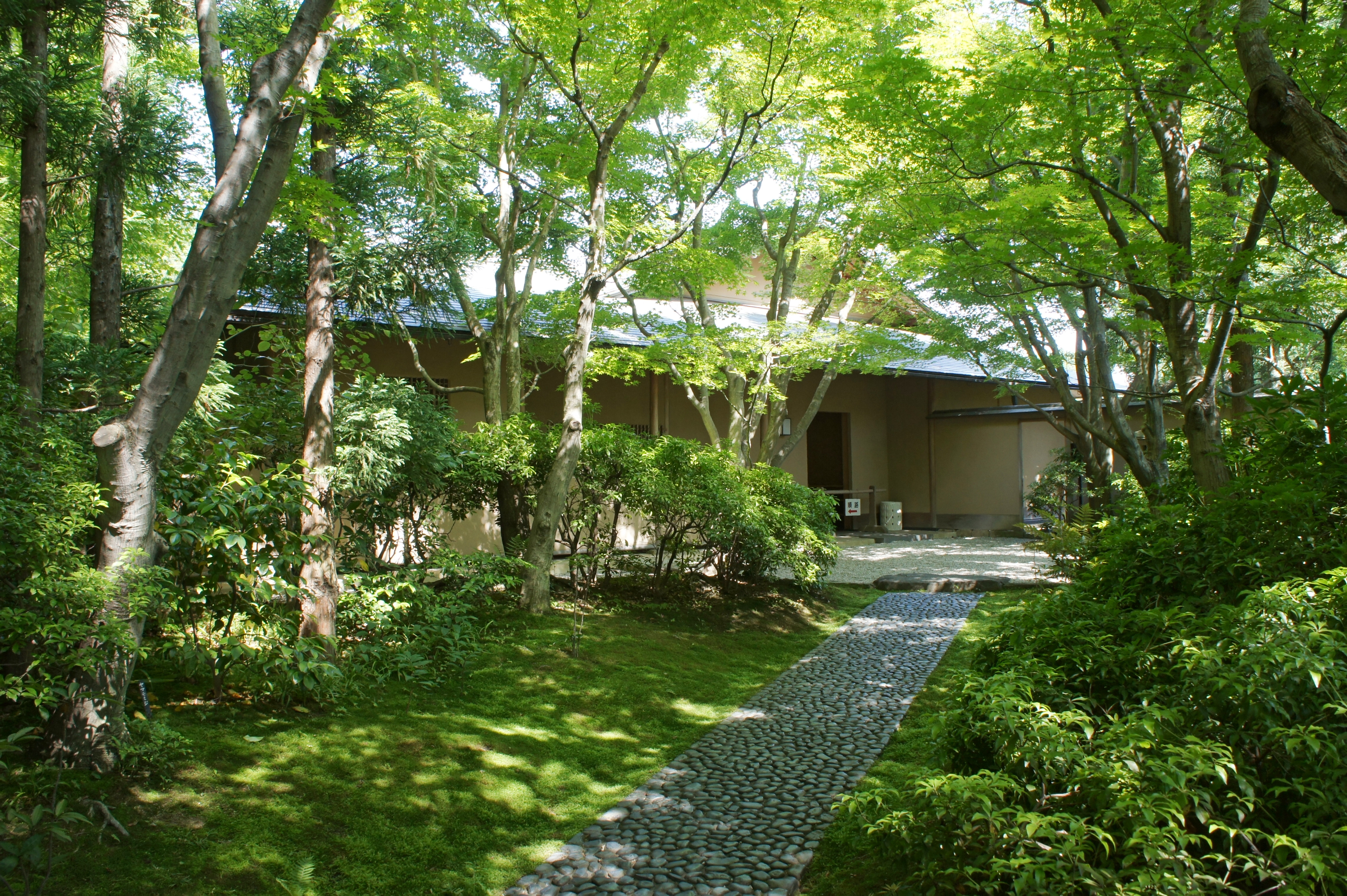
Jardín japonés "Kitayama Sanso"
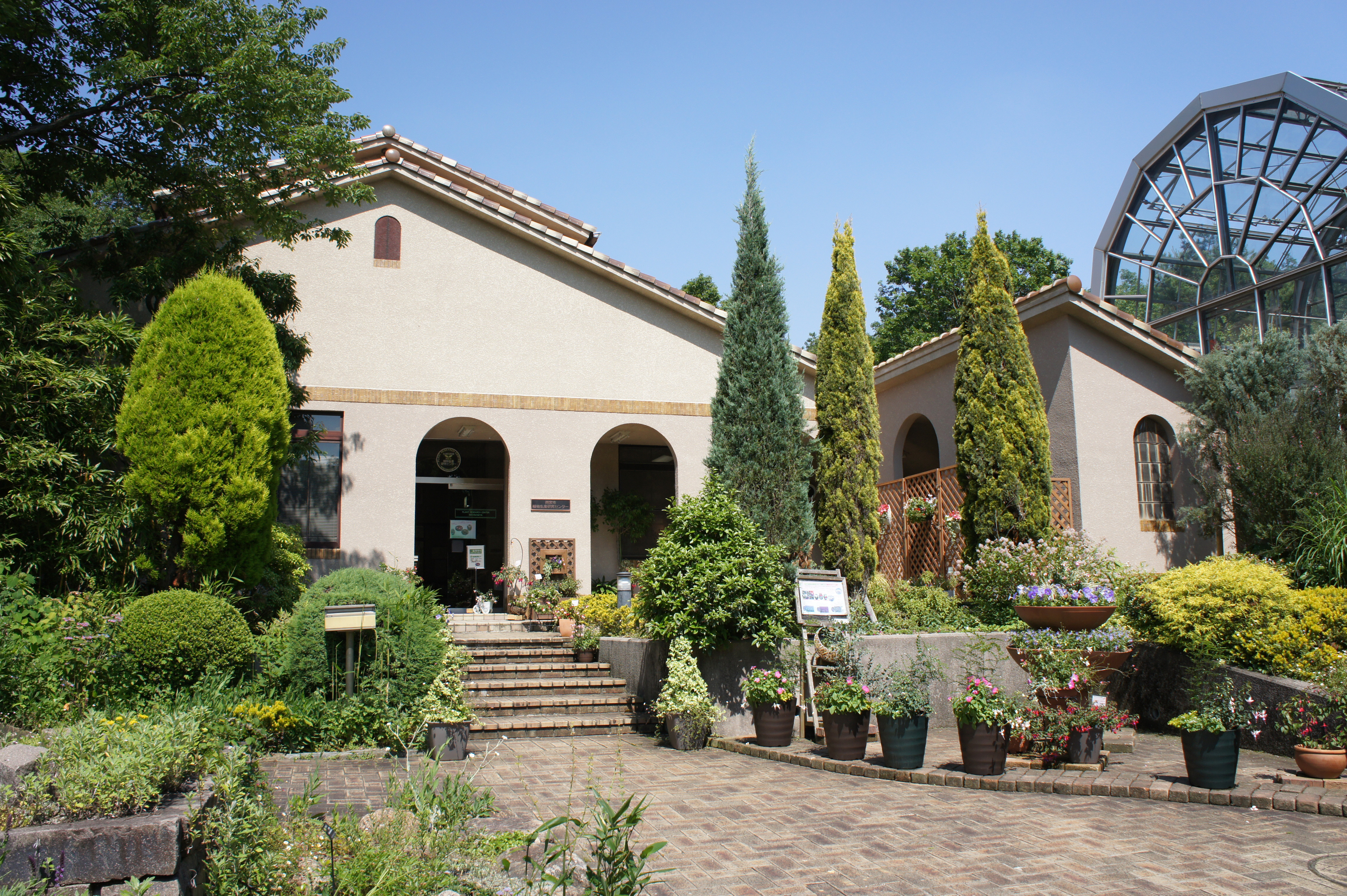
Centro de Investigación de Producción de plantas.
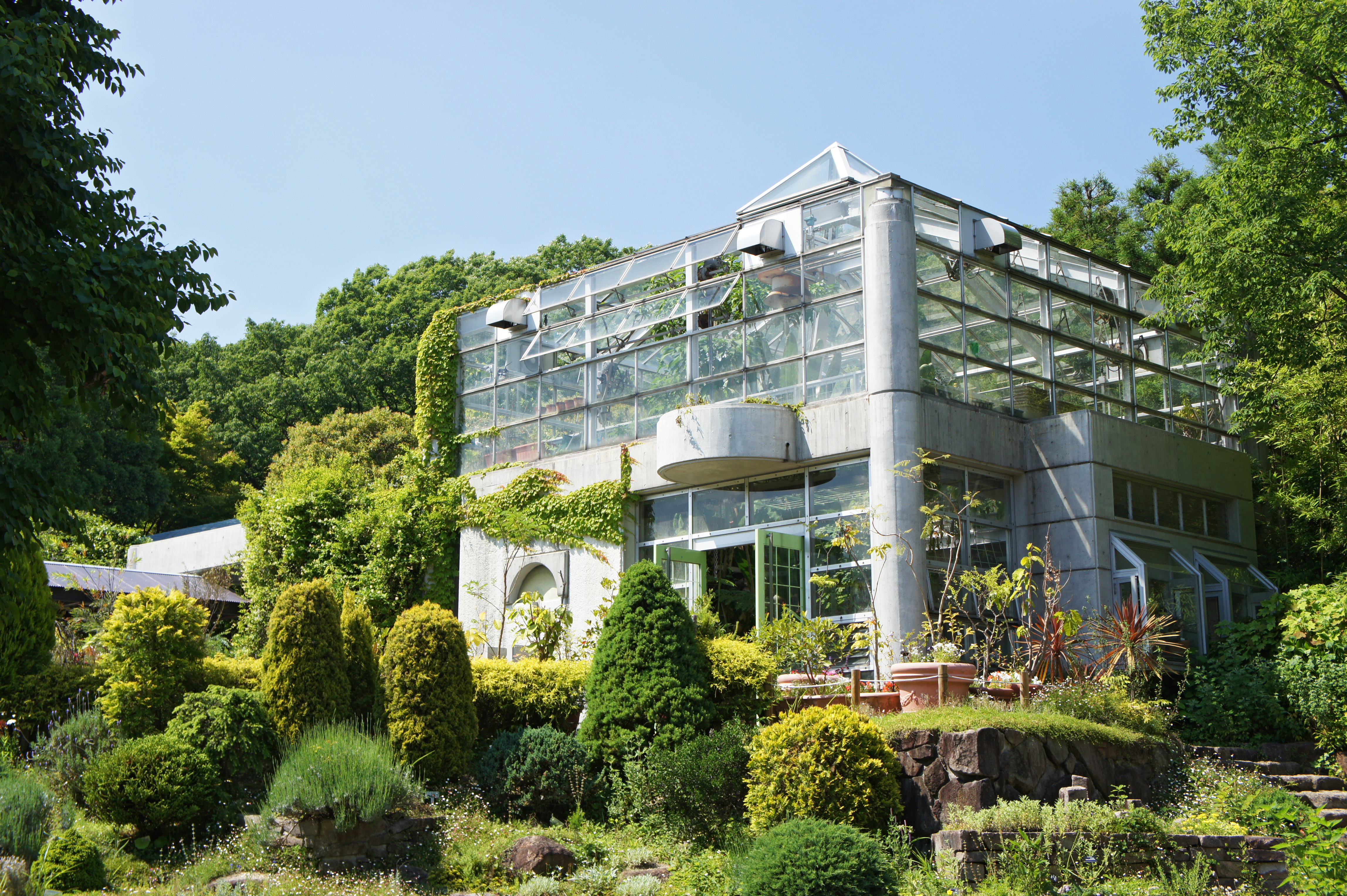
Invernadero
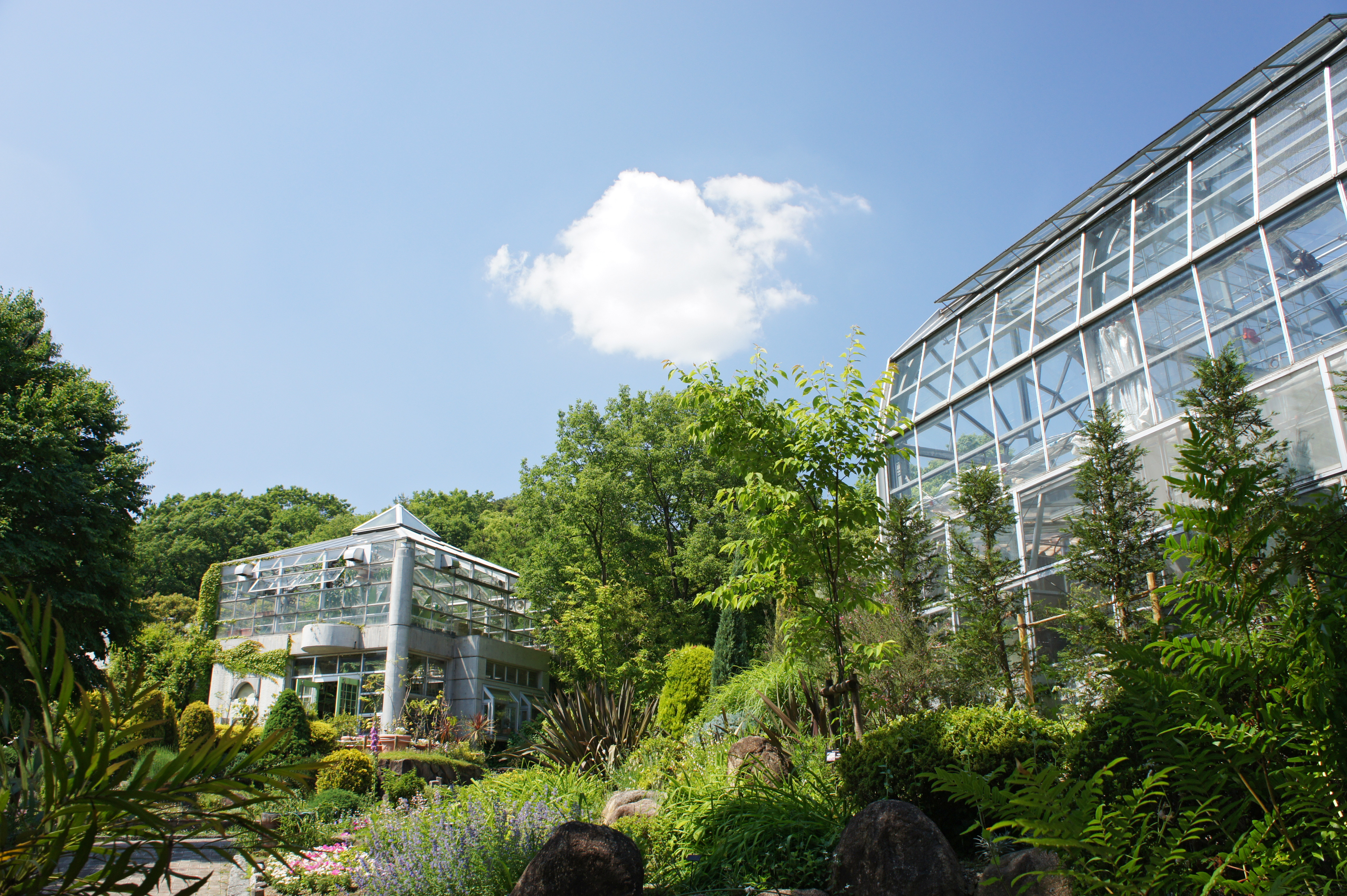
Invernaderos
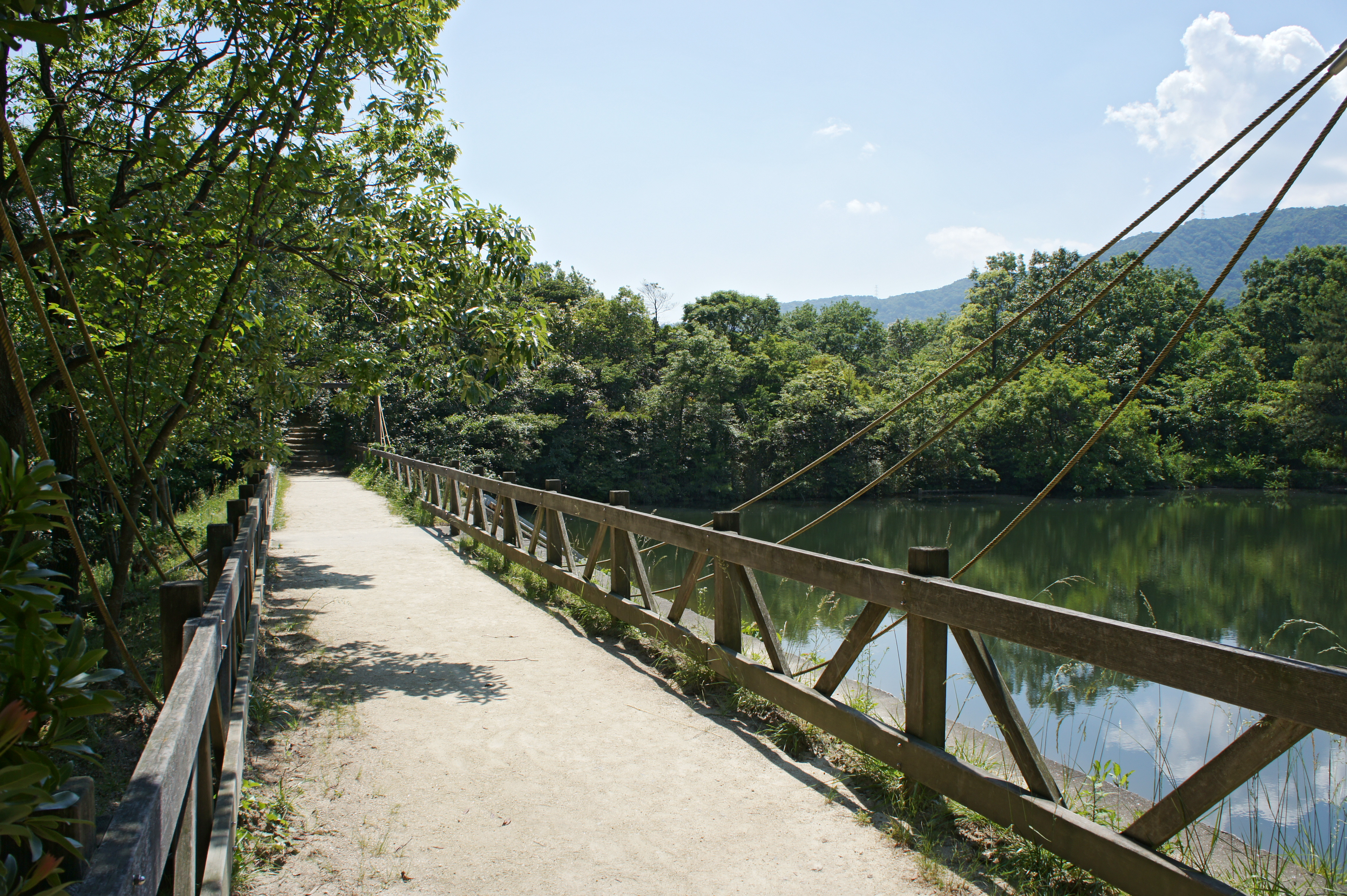
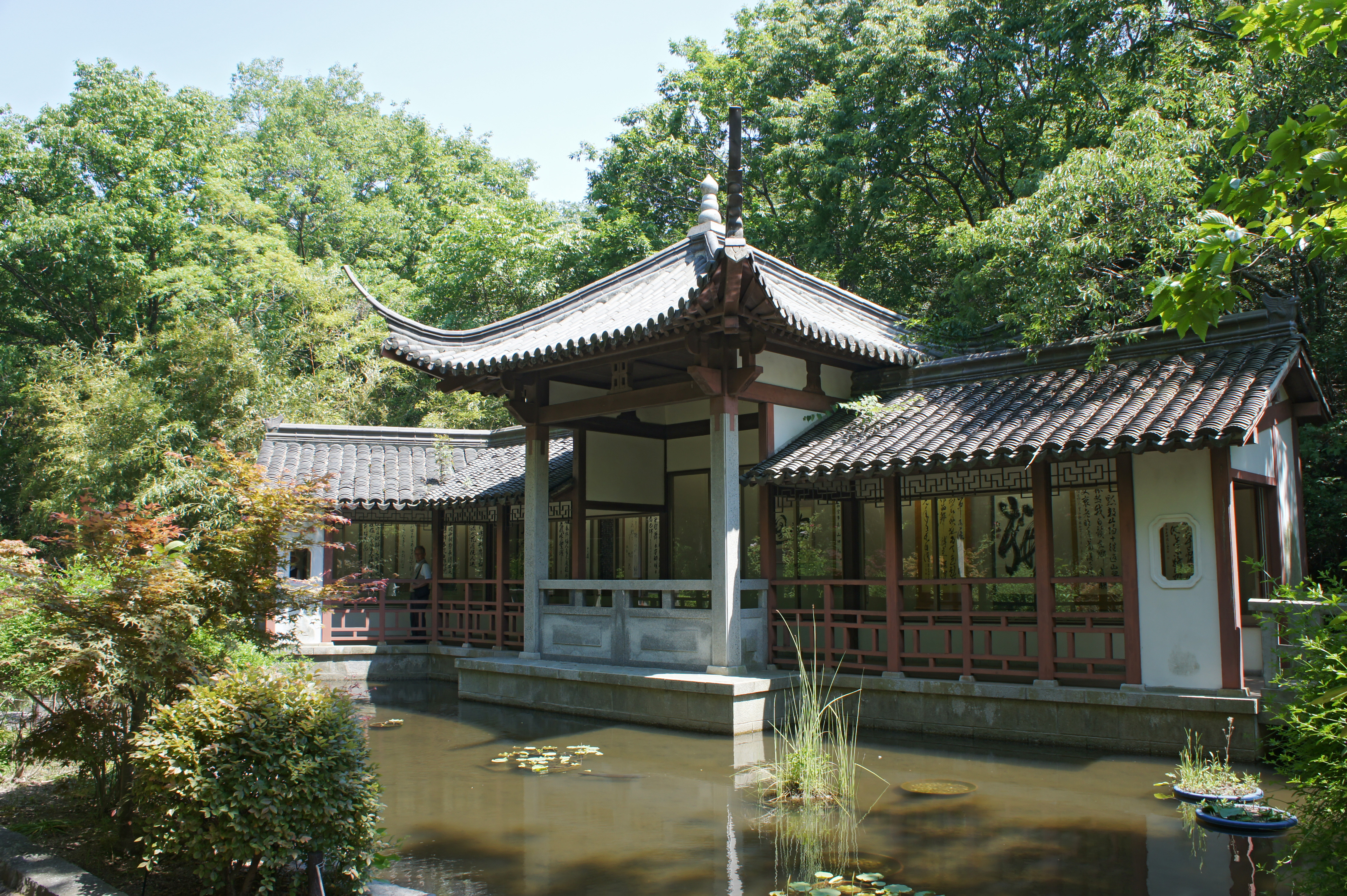
Kitayama BokuHana-tei
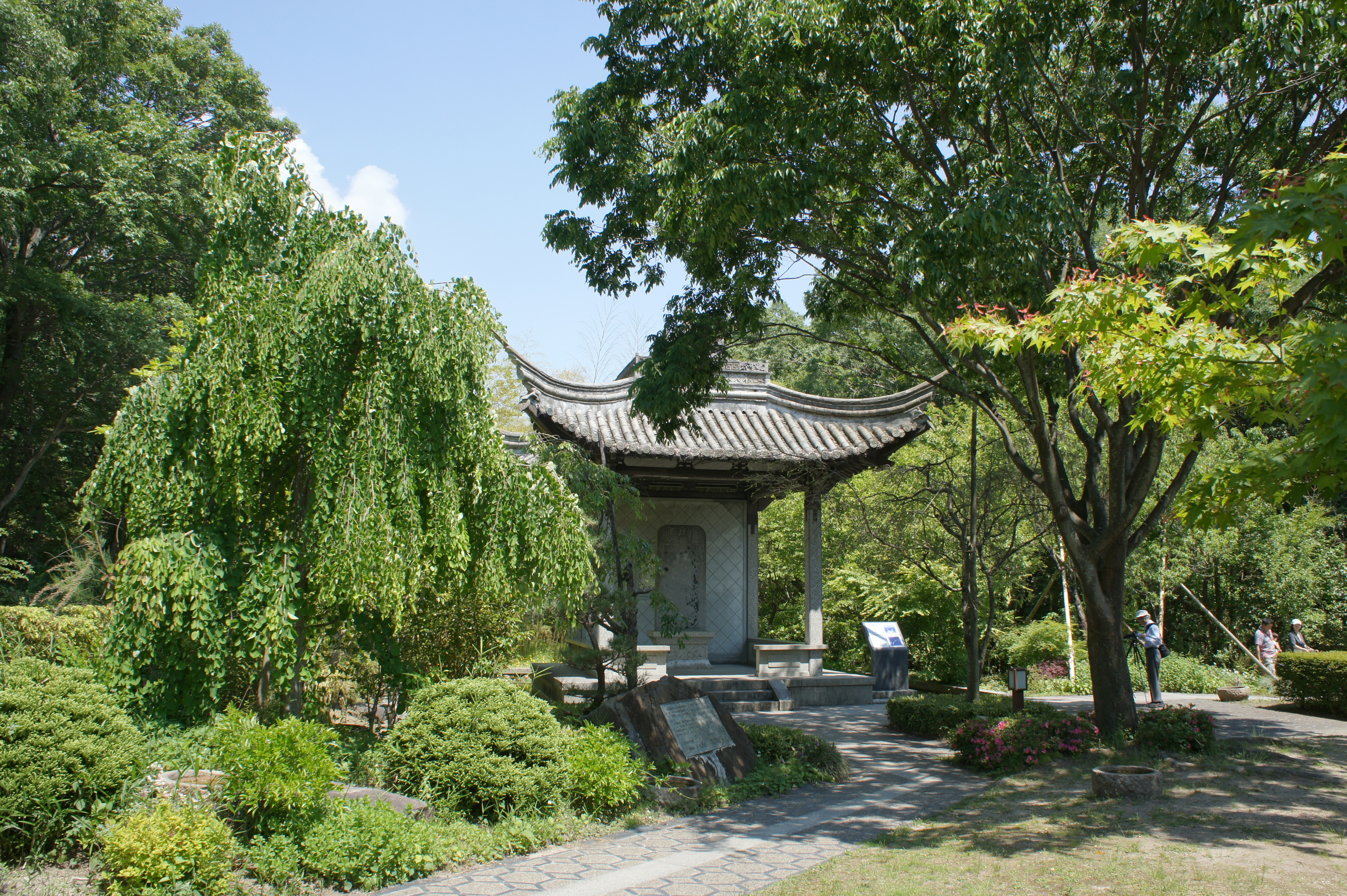
Shoran-tei